# Hinnaard
Hinnaard (en néerlandais : Hennaard) est un village de la commune néerlandaise de Súdwest-Fryslân, situé dans la province de Frise. 

## Géographie
Le village est situé à 10 km au nord de Sneek. L'essentiel de la population réside au hameau de Montsamaburen.

## Histoire
Le village appartient à la commune d'Hennaarderadeel avant le 1er janvier 1984, où celle-ci est intégrée à la commune de Littenseradiel. Le 1er janvier 2018, cette dernière est à son tour supprimée et Hinnaard rattaché à Súdwest-Fryslân.

## Démographie
En 2021, la population s'élève à 50 habitants.